# Santa Clara (Nowy Jork)
Santa Clara – miasto w Stanach Zjednoczonych, w stanie Nowy Jork, w hrabstwie Franklin.